# Odeya Rush
Odeya Rush, född Odeya Rushinek 12 maj 1997 i Haifa, är en israelisk-amerikansk skådespelare. Hon är bland annat känd för sin medverkan i filmen Berättelsen om Timothy Green, för sin roll blev Rush nominerad till en Young Artist Award.
Hon spelade som en av huvudrollerna i filmen The Giver.

## Biografi
Odeya Rush föddes i Haifa, hennes förnamn, Odeya, betyder "Tack Gud" på hebreiska. Hon flyttade till USA när hon var nio år, för att hennes far, Shlomo, fick jobb som säkerhetskonsult i Alabama. Rush är judisk och studerade vid privatskolan N.E. Miles Jewish Day School. Hon hamnade sedan på offentlig skola.

## Filmografi
| År   | Titel                             | Roll           | Anmärkning                           |
| ---- | --------------------------------- | -------------- | ------------------------------------ |
| 2010 | Wild Birds                        | Beth           | Kortfilm                             |
| 2010 | Law & Order: Special Victims Unit | Hannah Milner  | TV-serie, avsnittet: "Branded"       |
| 2011 | Simma lugnt, Larry!               | Emily          | TV-serie, avsnittet: "Mister Softee" |
| 2012 | Berättelsen om Timothy Green      | Joni Jerome    |                                      |
| 2013 | We Are What We Are                | Alyce Parker   |                                      |
| 2013 | When the Devil Comes              | Kyra           |                                      |
| 2014 | The Giver                         | Fiona          |                                      |
| 2014 | See You in Valhalla               | Ashley Burwood |                                      |
| 2015 | Hunter's Prayer                   | Ella Hatto     |                                      |
| 2016 | Goosebumps                        | Hannah         |                                      |
| 2017 | Lady Bird                         | Jenna Walton   |                                      |
| 2022 | Umma                              | River          |                                      |